# Unlucky Monkey
Unlucky Monkey – japoński film z 1998 roku, trzeci w dorobku Sabu.